# 仁武區
仁武區，前身為「仁武鄉」，位於臺灣高雄市西南部，為澄清湖特定區的主要範圍。早年仁武區經濟以農業為主，由於緊鄰高雄市區，且聯外交通便利，使其工商業發展迅速，因此主要產業逐漸轉為製造業:405。境內有仁大產業園區、仁武產業園區、南臺灣三大報之一的臺灣時報等大型設施，在地方特產上則有絲瓜、番茄等。

## 歷史
仁武區的地名由來與屯墾相關。明鄭時期在此招募屯墾，將此地劃歸「仁武鎮」管轄，因而得名。明鄭時期到清領時期，此地均被稱為「仁武庄」，歸鳳山縣管轄。1920年臺灣地方改制，仍設仁武庄，劃歸高雄州高雄郡管轄；1924年，高雄郡改制為高雄市，因而改歸鳳山郡管理。
1945年國民政府接管臺灣後，隸屬高雄縣鳳山區仁武鄉。1950年調整行政區域，仁武鄉改直隸於高雄縣。1951年8月15日，仁武鄉將大社村等6村分設大社鄉（今大社區），調整行政區域後的仁武鄉下轄8個村:81。2010年12月25日配合高雄縣市合併改制為直轄市，仁武鄉改制為「仁武區」。
歷年所屬行政區列表
| 起訖年份  | 行政區             |
| 1895~1920 | 觀音下里仁武       |
| 1920~1924 | 高雄州高雄郡仁武   |
| 1924~1945 | 高雄州鳳山郡仁武   |
| 1945~1950 | 高雄縣鳳山區仁武鄉 |
| 1950~2010 | 高雄縣仁武鄉       |
| 2010~現今 | 高雄市仁武區       |

## 地理

### 地形
仁武區位於高雄市西南部，北臨大社區，西鄰三民區、左營區、楠梓區，東鄰大樹區，南接鳥松區。境內西部地勢平坦，為主要農耕地帶；東部地勢較高，多丘陵地，耕作較為困難。

### 氣候
仁武區氣候屬熱帶季風氣候，年均溫約23~25℃。

### 人口
根據高雄市政府民政局統計，2024年底仁武區戶數約4.2萬戶，人口約9.9萬人，區內人口最多與最少的里分別是八卦里與仁福里，2024年底兩里人口分別為23,601人與904人，其中八卦里也是臺灣人口第十一多的村里。2024年底時，仁武區人口中0至14歲人口佔比11.37%，15至64歲人口佔比73.34%，65歲以上人口則佔比15.29%，在高雄市人口超過1萬人的行政區中是青壯年人口比例最高、老年人口比例最低的行政區。

## 政治

### 歷任首長
仁武鄉鄉長
| 屆別 | 姓名   | 就任日期   | 卸任日期   | 備註 |
| ---- | ------ | ---------- | ---------- | ---- |
| 1    | 林川祿 | 1951年10月 | 1953年10月 |      |
| 2    | 林贊壽 | 1953年10月 | 1956年10月 |      |
| 3    | 曾慶芳 | 1956年10月 | 1960年1月  |      |
| 4    | 劉木錠 | 1960年2月  | 1964年3月  |      |
| 5    | 劉木錠 | 1964年3月  | 1968年2月  |      |
| 6    | 曾慶芳 | 1968年3月  | 1973年4月  |      |
| 7    | 曾慶芳 | 1973年4月  | 1977年12月 |      |
| 8    | 蔣萬益 | 1977年12月 | 1982年2月  |      |
| 9    | 蔣萬益 | 1982年3月  | 1986年2月  |      |
| 10   | 吳進村 | 1986年3月  | 1990年2月  |      |
| 11   | 吳進村 | 1990年3月  | 1994年2月  |      |
| 12   | 劉龍泉 | 1994年3月  | 1998年2月  |      |
| 13   | 劉龍泉 | 1998年3月  | 2002年2月  |      |
| 14   | 沈英章 | 2002年3月  | 2006年2月  |      |
| 15   | 沈英章 | 2006年3月  | 2010年12月 |      |

仁武區區長
| 屆別 | 姓名   |
| ---- | ------ |
| 1    | 呂世榮 |
| 2    | 蔡翹鴻 |
| 3    | 吳茂樹 |
| 4    | 陳瑞勇 |

### 區政組織
仁武區公所是高雄市政府在仁武區的派出機關，在中華民國政府架構中為市政府綜理區政的執行機關，上級業務監督機關為高雄市政府。區長由市長任命，其任期為無任期保障。在區長及主任秘書之下，設有4課3室等7個內部單位。

### 行政區劃
| 仁武區行政區劃 |
| 仁 福 里 烏林里 文 武 里 仁 武 里 後 安 里 竹 後 里 中 華 里 灣內里 考 潭 里 五 和 里 高 楠 里 八卦里 大灣里 赤 山 里 仁和里 仁慈里 |

- 仁武、新：清領時期觀音（下）里之「仁武」、「田寮」、「新庄」。田寮庄（仁武區公所一帶）昭和3年已式微，而後又被仁武庄發展後之街區取代。
  - 仁武里：舊仁武村之下頭角、中頭角地區。
  - 文武里：舊仁武村之頂頭角、新庄地區，1950年自仁武村析出。
- 竹仔門、地區：
  - 竹後：清領時期觀音（下）里之「竹仔門」及「豆醬間（宮）」，日治先後合為「竹仔門庄」，戰後合併「後庄仔」為一村，合稱「竹後」。
  - 後安里：清領時期觀音（下）里之「後庄仔」，1986年與「安樂社區」自竹後村析出，故合稱「後安」。
  - 中華里：新興之「中華社區」，1998自竹後村析出。
- 考潭、烏材林、蛇子形、漳埔厝（前埔厝）地區：
  - 考潭：清領時期觀音（下）里之「頂考潭」、「蛇仔形」（今仁心社區）。
  - 仁慈：現代新興社區，非舊部落，1988年自考潭村析出。
  - 烏林：清領時期觀音（下）里之「烏材林」、「中庄仔」（昭和3年已式微）。日治初期「中庄仔」與「蛇仔形」先合併為「蛇仔形庄」、「前埔厝」與「瓦厝仔」合併為「前埔厝」。戰後合併「烏材林」、「蛇仔形」（原中庄仔地區）、「前埔厝」(含原「瓦厝仔」地區)等庄成立，1964年自烏林村析出「前埔厝」成立「仁福村」。
  - 仁福：清領時期觀音（下）里之「漳埔厝」、「瓦厝仔」。日治「前埔厝」與「瓦厝仔」合併為「前埔厝」。戰後為烏林村一部分，1964年自烏林村析出，「仁福」取名自「漳埔（厝）」→「前埔（厝）」的諧音。
- 灣仔內、赤山地區：
  - 灣內里：清領時期觀音（下）里之「灣仔內」、「南勢埔」，盧德嘉《鳳山縣采訪冊》「灣仔內山」即里內「潭底山」。
  - 仁和里：現代新興之社區，1998年自灣內村析出。
  - 赤山：清領時期屬觀音（下）里之「赤山仔」，1998年自灣內村析出。
- 八卦寮、五塊厝、後港仔、大灣地區：皆屬清領時期之半屏里地區
  - 八卦里：清領時期屬半屏里之「八卦寮」。
  - 五和里：清領時期屬半屏里之「五塊厝」，1998年自八卦村析出。里北為上五塊厝、里南為下五塊厝。
  - 高楠里：清領時期屬半屏里之「後港仔」，1983年與新興之「高楠社區」自八卦村析出。《鳳山縣采訪冊》所載「七番陂」（即下五塊厝陂）位於此。
  - 大灣里：清領時期屬半屏里之「大灣」。

| 里名   | 面積km2  |
| ------ | -------- |
| 大灣里 | 0.80568  |
| 灣內里 | 2.31468  |
| 考潭   | 2.45114  |
| 烏林里 | 4.4734   |
| 仁福里 | 11.16620 |
| 仁武里 | 1.63569  |
| 文武里 | 3.08108  |
| 竹後里 | 1.9440   |
| 八卦里 | 2.35708  |
| 高楠里 | 1.96267  |
| 後安里 | 1.50853  |
| 中華里 | 0.44738  |
| 五和里 | 1.62316  |
| 仁和里 | 0.450616 |
| 赤山里 | 1.23075  |
| 仁慈里 | 0.34493  |
| 總計   | 37.797   |

### 警政治安
- 高雄市政府警察局仁武分局
- 仁武派出所
- 澄觀派出所
- 仁武交通分隊

## 教育

### 高級中等學校
- 高雄市立仁武高級中學

### 國民中學
- 高雄市立仁武高級中學國中部
- 高雄市立大灣國民中學

### 國民小學
- 高雄市仁武區仁武國民小學 （页面存档备份，存于）
- 高雄市仁武區竹後國民小學 （页面存档备份，存于）
- 高雄市仁武區登發國民小學
- 高雄市仁武區八卦國民小學
- 高雄市仁武區烏林國民小學
- 高雄市仁武區灣內國民小學

### 特殊學校
- 高雄市立仁武特殊教育學校

### 大學
- 國立中山大學仁武校區（規劃中，2020年2月開始進行整地作業）

## 交通

### 主要道路
- 國道
  - 國道一號
    - 楠梓交流道（356）
    - 鼎金系統交流道（362，連接國道十號）
      - 鼎力路匝道（自鼎金系統南下出口匝道分出，連接平面鼎力陸橋往仁雄路和三民區鼎力路）

  - 國道七號 (計畫中，2023／2／20國發會通過該案）
    - 仁武系統交流道（計畫中，連接國道十號）

  - 國道十號
    - 鼎金系統交流道（1，連接國道一號）
    - 仁武交流道（7）
- 省道
  - 高屏第二東西向快速公路（計畫中，於2019年6月1日啟動綜合規劃與環評作業）
  - 台1線：高楠公路。經高楠里，連結楠梓、高雄市民族一路至市中心的主要道路。
- 市道
  - 市道183號：鳳仁路。連結楠梓、鳥松、鳳山間的主要道路。
  - 市道186號：中正路、仁林路。連結大社、大樹間的主要道路。
  - 市道186甲線：學府路。連結大社、大樹、義守大學和義大世界的主要道路。
- 區道
  - 高51線：永宏巷。連結仁大、大社工業區往大社區的主要道路。
  - 高52線：環湖路、橫山一巷、橫山二巷、公館二巷、公館三巷。連結仁武交流道往觀音湖、大社區的主要道路。
  - 高52-1線：水管路。是仁武通往楠梓區高楠公路、大樹區市道186號的主要道路。
  - 高53線：中正路、中華路、八德一路、永仁街、後港巷。是仁武往左營區高雄榮總的主要道路。
  - 高54線：忠義路。是往東照山關帝廟、大樹區井仔腳、水寮的主要道路。
  - 高55線：仁心路、仁雄路。經烏林里、大灣里。是仁武往三民區鼎力路的重要道路。
  - 高57線：八德一路、八德二路、八德西路、八德中路、八德南路。是高楠公路往澄清湖風景區的重要道路。
- 澄觀路：連結左營區大中路和高雄榮總往觀音湖、大社、燕巢的主要道路。是國道十號（高雄支線）橋下平面道路，可接仁武交流道上高速公路。
- 義大二路：原名仁義路。北起市道186甲學城路，南至水管路。是仁武往、大社、大樹、義守大學和義大世界的主要道路。

### 大眾運輸
- 經市道183號（鳳仁路）、市道186號（中正路、仁林路）：
  - 南臺灣客運
    - 紅60A、紅60B：高鐵左營站－仁武－大社－加昌站（經中正路、鳳仁路、澄觀路）
    - 紅61：高鐵左營站－仁武－鳥松－長庚醫院

  - 港都客運
    - 橘16：鳳山轉運站（捷運大東站）－澄清湖棒球場－長庚醫院－仁武區公所
    - 橘16延駛：鳳山轉運站（捷運大東站）－澄清湖棒球場－長庚醫院－仁武區公所－大社區公所

  - 高雄客運
    - 5：鳳山－關帝廟（經灣內地區、烏林里、仁林路）
    - 24：坔埔圓照寺－捷運巨蛋站（經大灣地區）
    - 224：楠梓－大社－大灣－歷史博物館（經中正路、鳳仁路、大灣地區）
    - 8008：捷運岡山車站－澄清湖－建國站（經鳳仁路、中正路）
    - 8009：旗山北站－澄清湖－建國站（經鳳仁路、中正路、仁林路）
    - 8048：捷運都會公園站－鳳山－屏東轉運站（經中正路、鳳仁路）

  - 漢程客運
    - 紅62：捷運凹子底站－捷運巨蛋站－捷運生態園區站－仁武高中（經鳳仁路、中正路）

  - 義大客運
    - 橘18A：義大世界－鳳山轉運站（捷運大東站）
    - 綠2A：義大世界－輕軌灣仔內站

- 經台1線（高楠公路）
  - 南台灣客運
    - 28：加昌站－楠梓區公所－高雄車站
    - 紅60A、紅60B：高鐵左營站－仁武－大社－加昌站
    - 紅61：高鐵左營站－仁武－鳥松－長庚醫院

  - 高雄客運
    - 8041C：高客鳳山站－澄清湖－岡山－茄萣站
    - 8046A、8046B：高鐵左營站－岡山－路竹－台南火車站
    - 8048：捷運都會公園站－鳳山－屏東轉運站
    - 8049：崗山頭－岡山－楠梓－澄清湖－鳳山

  - 皇冠大車隊
    - 紅50：捷運生態園區站－九番埤濕地公園－榮總側門－榮總健康照護大樓

- 經澄觀路：
  - 義大客運
    - 橘18：義大世界－鳳山轉運站（捷運大東站）－鳳陽社區
    - 綠2：義大世界－市政大樓（四維三路）
    - 8501：義大世界－高鐵左營站
    - 8502：義大世界－高雄市立美術館
    - 8505：義大客運－捷運前鎮高中站

### 鐵路
台鐵縱貫線鐵路及台灣高速鐵路有經過仁武區一小部分的區域，但皆未設站。

### 橋樑

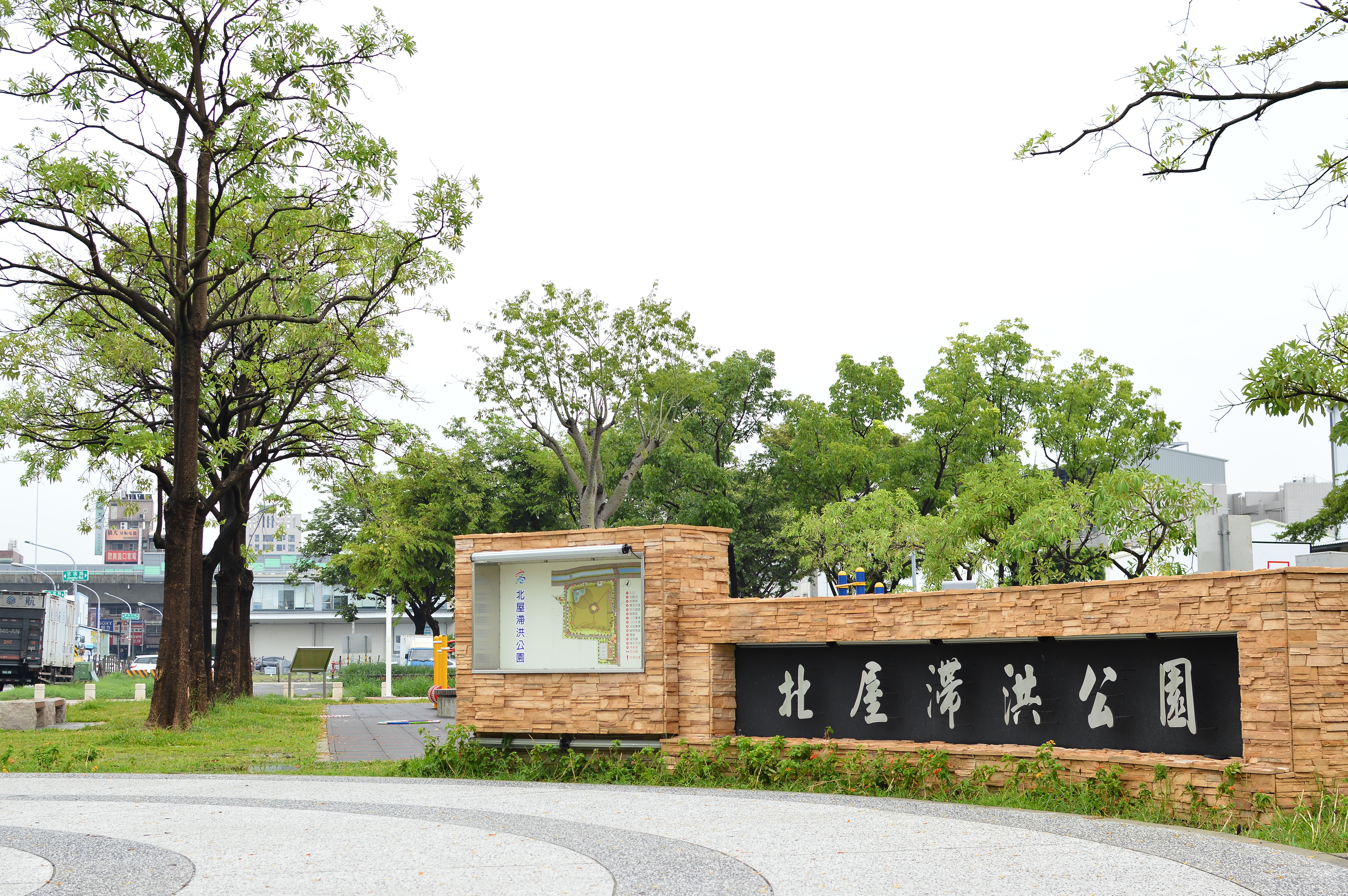
北屋滯洪公園

- 竹仔門橋（高楠公路，台1線）
- 中欄橋（鳳仁路，市道183號）
- 獅龍橋（水管路）
- 仁雄橋（仁雄路）
- 仁勇橋  (仁勇路)
- 仁孝橋  (仁孝路)
- 興亞橋（中華社區唯二的出入口之一）
- 八涳橋  (八德一路)

## 宗教信仰

### 道教和臺灣民間信仰
| 區域                              | 廟宇名稱       | 創建年份 | 主祀神明   | 地址                   | 備註                                                                       |
| 仁武、頂頭角、新仔                | 仁武福清宮     | 1689     | 清水祖師   | 仁武里文化巷76號       |                                                                            |
| 仁武、頂頭角、新仔                | 仁武北極宮     | 1985     | 玄天上帝   | 文武里文化巷14號       | 位於頂頭角 沈姓宗親的宗祠廟                                                |
| 仁武、頂頭角、新仔                | 新庄元帥府       | 1955     | 謝府元帥   | 文武里新元街100號      |                                                                            |
| 大灣、赤山仔、灣仔內              | 大灣武聖廟     | 1927     | 關聖帝君   | 大灣里仁雄路134號      |                                                                            |
| 大灣、赤山仔、灣仔內              | 赤山清水宮     | 1931     | 清水祖師   | 赤山里赤東二街2之1號   |                                                                            |
| 大灣、赤山仔、灣仔內              | 灣內慈惠堂     | 1969     | 瑤池金母   | 赤山里赤南巷66號       | 又名「西王宮」                                                             |
| 大灣、赤山仔、灣仔內              | 灣內代天府     | 1892     | 五府千歲   | 灣內里仁心路15號       |                                                                            |
| 八卦寮、五塊厝、 高楠新村、後港仔 | 八卦寮上帝宮   | 1890     | 玄天上帝   | 八卦里信義巷1號        |                                                                            |
| 八卦寮、五塊厝、 高楠新村、後港仔 | 五塊厝善德宮   | 1958     | 清水祖師   | 五和里和平巷25號       |                                                                            |
| 八卦寮、五塊厝、 高楠新村、後港仔 | 高楠霞海城隍廟 | 1972     | 城隍爺     | 高楠里高楠五街2號      |                                                                            |
| 八卦寮、五塊厝、 高楠新村、後港仔 | 仁武天公廟     | 1991     | 玉皇大帝   | 高楠里後港巷145之2號   | 位在後港仔（今後港巷）                                                     |
| 八卦寮、五塊厝、 高楠新村、後港仔 | 後港福德祠     | 略       | 福德正神   | 高楠里後港巷           | 原為供奉石頭公的小祠                                                       |
| 蛇子形、考潭、 烏材林、前埔厝     | 仁心城隍廟     | 1967     | 城隍爺     | 考潭里仁心路249巷39之1號 | 位在蛇子形（今仁心路中段） 全名「無極敬心社仁心城隍廟」 以化解三世因果聞名 |
| 蛇子形、考潭、 烏材林、前埔厝     | 考潭天后宮     | 1931     | 天上聖母   | 考潭里成功路40號         |                                                                            |
| 蛇子形、考潭、 烏材林、前埔厝     | 烏材林北極殿   | 1755     | 玄天上帝   | 烏林里林森巷35之1號    |                                                                            |
| 蛇子形、考潭、 烏材林、前埔厝     | 前埔厝聖松宮   | 略       | 天上聖母   | 仁福里公館一巷         | 位在前埔厝 又名「仁福里聖松宮」                                            |
| 蛇子形、考潭、 烏材林、前埔厝     | 仁武觀水宮     | 1953     | 觀世音菩薩 | 仁福里仁安三巷10號     | 位於觀音湖畔                                                               |
| 竹仔門、後庄仔、 安樂社區         | 竹仔門保安宮   | 1946     | 中壇元帥   | 竹後里竹門巷50號       |                                                                            |
| 竹仔門、後庄仔、 安樂社區         | 後庄仔后太宮     | 1951     | 中壇元帥   | 後安里後庄巷98號       |                                                                            |

### 佛教
- 古嚴寺：建於1983年，主佛釋迦牟尼佛。
- 然燈山通法寺：建於1960年，主佛釋迦牟尼佛。
- 琉璃山淨觀寺
- 千佛山本願寺

### 基督宗教
| 宗派                             | 教會（禮拜堂 / 聖堂）                                                |
| -------------------------------- | -------------------------------------------------------------------- |
| 天主教                           | 聖母升天堂                                                           |
| 歸正宗長老會（臺灣基督長老教會） | 仁武教會、仁雄教會、竹門教會、高鳳教會、高楠教會、加恩教會、八德教會 |
| 浸禮宗（浸信會）                 | 武昌八福教會                                                         |
| 召會                             | 高雄市召會（仁雄路會所）                                             |
| 其他                             | 基督教宣道福音會考潭教會                                             |

## 旅遊

### 自然
- 八卦休閒公園
- 九番埤濕地公園
- 仁武運動公園
- 北屋滯洪公園
- 觀音湖

### 人文
- 仁武光之塔
- 仁武劉氏新厝
- 後安彩繪巷
- 古文物生態園區
- 仁武夜市(中正路)

## 外部連結
- 仁武區公所 （页面存档备份，存于）
- 高雄市仁武區戶政事務所 （页面存档备份，存于）
- 高雄市仁武區衛生所 （页面存档备份，存于）